# Euphorbia kouandenensis
Euphorbia kouandenensis är en törelväxtart som beskrevs av Lucien Beille och Auguste Jean Baptiste Chevalier. Euphorbia kouandenensis ingår i släktet törlar, och familjen törelväxter. Inga underarter finns listade i Catalogue of Life.